# Kunitake Aimi
Kunitake Aimi (國武 愛美; Hepburn: Kunitake Aimi) (Jamato, 1997. január 10. –) japán válogatott labdarúgó.

## Klub
2017 óta a Nojima Stella Kanagawa Sagamihara csapatának játékosa, ahol 36 bajnoki mérkőzésen lépett pályára és 1 gólt szerzett.

## Nemzeti válogatott
2018-ban debütált a japán válogatottban. A japán válogatottban 3 mérkőzést játszott.

## Statisztika
| Japán válogatott | Japán válogatott | Japán válogatott |
| Időszak          | Mérk.            | gól              |
| ---------------- | ---------------- | ---------------- |
| 2018             | 3                | 0                |
| Összesen         | 3                | 0                |